# Панамский Совет по контролю за играми
Панамский Совет по контролю за играми (Совет, PGCB) — государственный регулятор азартных игр в Республике. Входит в состав Министерства экономики и финансов. Ведение игорного бизнеса в стране находится под управлением порт. Panama Gamimg Control Board (Junta de Control de Juegos) с 1947 года.

## История создания
Азартные игры в Панаме легализованы в 1941 году путем введения дополнительной 154 статьи в Конституции государства. Данное положение отменило действие 37-летнего запрета на деятельность игорной индустрии.
Изначально обновленное законодательство рассматривало предоставление права на организацию азартных развлечений в качестве определенной льготы, выделяемой государством частным предприятиям. До 1946 года правительство не вмешивалось в деятельность игорных заведений.
В 1946 году в Конституцию Панамы была введена новая статья 238. Её действие ограничило возможности частных компаний, изменив ситуацию в пользу государства. В этом же году было принято решение сформировать специальный Орган, занимающийся контролем и регулирование игорной отрасли Республики. Резолюция была юридически подкреплена официальным правительственным Указом 822.
В 1947 году декретом-законом № 19 был основан Совет по контролю за играми в Панаме — специальное подразделение Министерства экономики и финансов, регламентирующее порядок ведения, использования азартных игры в Республике.
В 1996 году законодательные положения были модернизированы в очередной раз. Государство приняло решение о переводе действующих заведений: казино, игорных залов — в управление частных компаний. Согласно новому уставу, предприятия получили право на оказание услуг в отрасли игорной индустрии на основе заключения с государством договоров обслуживания и эксплуатации заведений. На Совет возлагались обязанности по наблюдению и контролю работы компаний.
В 1997 году новые принципы деятельности игорных заведений были подтверждены резолюцией № 92. Реорганизацию функций Panama Gamimg Control Board урегулировали Декретом № 2 от 1998 года. Положения Закона определили виды деятельности, попадающие под юрисдикцию PGCB, а также обязанности и функции Совета. Оба положения остаются в силе до сих пор и являются основными законодательными Актами, регламентирующими правила ведения игорного бизнеса в Панаме.
В 2002 году Республика определила особенности предоставления услуг в онлайн гемблинговой индустрии. Регулированию и контролю подлежит деятельность большинства заведений, предлагающих какие-либо азартные развлечения: казино, букмекерских контор, покер-румов, электронных лотерей, прочих.
В 2003 году была выдана первая лицензия на ведение деятельности в Интернет.

## Панамский Совет по контролю за играми сегодня
Современные гемблинговые операторы считают возможность получения лицензии PGCB надежным, выгодным решением поддержки бизнеса. В качестве основных достоинств оформления деятельности в Панамской юрисдикции являются:
- невысокий уровень сборов. Онлайн компании полностью освобождаются от налогов, получают выгодные таможенные концессии.
- стабильность политической ситуации и правительства;
- возможность поддерживать партнерские отношения с представителями игорного бизнеса Северной, Южной Америки.

Лицензии Panama Gamimg Control Board обеспечивают возможность организации деятельности онлайн-заведений и внутри государства, и на международном рынке.

## Процесс лицензирования
Получение лицензии на ведение игорного бизнеса в Панамской юрисдикции также отличается сравнительной простотой. Для получения разрешения на организацию деятельности необходимо предоставить:
- документы, подтверждающие отсутствие судимостей;
- сертификаты, свидетельствующие о соответствии программного обеспечения стандартам качества;
- отчет о предыдущей деятельности и ранее проводимых сделках;
- квитанции об оплате необходимых сборов.

Весь процесс оформления лицензии с момента подачи заявки занимает в среднем 1-2 месяца. За это время Совет осуществляет проверку представленной документации, проводит тестирование программного обеспечения, оборудования.

## Платежи и сборы
Обязательным условием получения лицензии является финансовая независимость соискателя, способность выполнять все требования по оплате взносов:
- $ 40 000 — за получение лицензии и право предоставление деятельности в первый год;
- $ 20 000 — каждые последующие 12 месяцев.

Компании, оформившие статус «Мастера Лицензии», имеют право на оказании услуг сублицензирования других операторов на основе договора. Сумма ежегодного взноса за данный вид деятельности — $ 20 000.
Проведение любых финансовых операций должно быть зафиксировано в соответствующей документации. Требуется обеспечение полноценного доступа к просмотру отчетности представителями Совета в любое время по их запросу.